# Romans d'Isonzo
Romans d'Isonzo est une commune de la province de Gorizia dans la région Frioul-Vénétie Julienne en Italie.

## Administration
| Période                                  | Période  | Identité           | Étiquette       | Qualité |
| ---------------------------------------- | -------- | ------------------ | --------------- | ------- |
| 11 avril 2006                            | En cours | Alessandro Zanella | Centro-Sinistra |         |
| Les données manquantes sont à compléter. |          |                    |                 |         |

### Hameaux
Fratta, Versa

### Communes limitrophes
Gradisca d'Isonzo, Mariano del Friuli, Medea, San Vito al Torre, Campolongo Tapogliano, Villesse

### Personnalités
- Giulio Del Torre (peintre), peintre né et mort à Romans d'Isonzo.